# سالودچیو
سالودچیو (به ایتالیایی: Saludecio) یک کومونه در ایتالیا است که در استان ریمینی واقع شده‌است. سالودچیو ۳۴٫۰ کیلومتر مربع مساحت و ۲٬۷۲۹ نفر جمعیت دارد و ۳۵۰ متر بالاتر از سطح دریا واقع شده‌است.

## نگارخانه

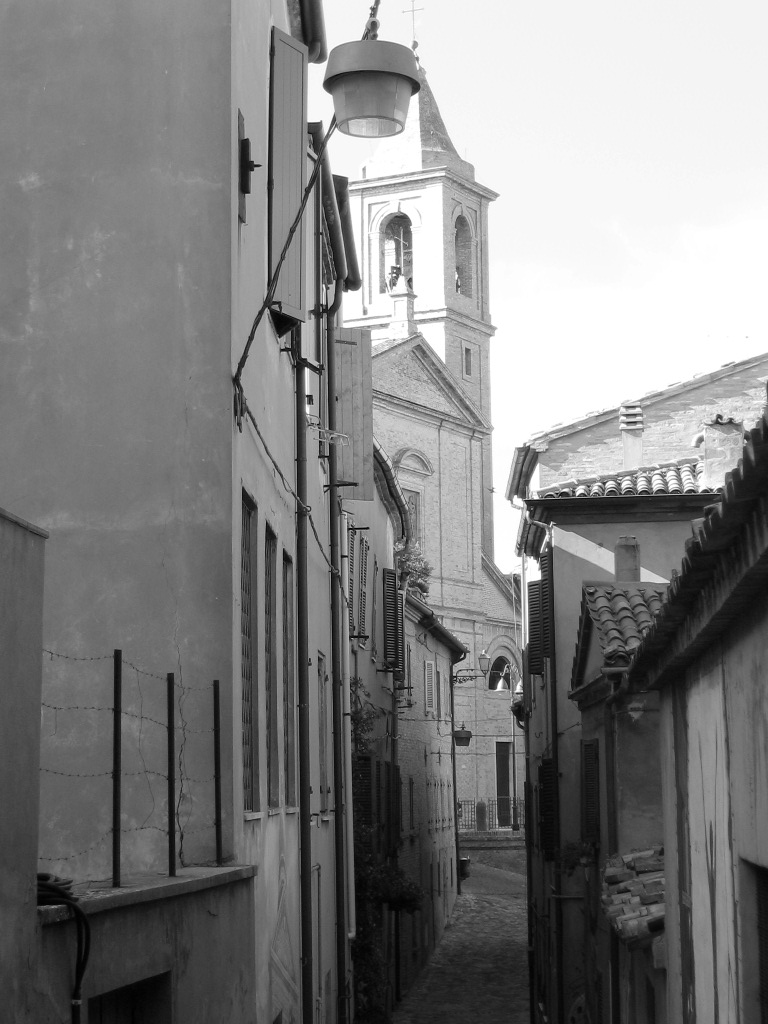